# 瓦子峪镇
瓦子峪镇，是中华人民共和国辽宁省锦州市义县下辖的一个乡镇级行政单位。

## 行政区划
瓦子峪镇下辖以下地区：
瓦子峪村、商家屯村、三城子村、马家沟村、榆钱沟村、五台村、富有台村、平顶房村、大铁厂村、冷家沟村、碾盘沟村、五间房村、常青村、下堡子村、龙湾村、四台村、英歌山村、甘泉沟村和石柱沟村。